# Чемпионат Западной Азии по пляжному футболу
Чемпионат WAFF по пляжному футболу - это международное соревнование по пляжному футболу среди мужских сборных команд стран Западной Азии, входящих в Федерацию футбола Западной Азии (WAFF).
Впервые чемпионат был проведен в 2013 году,  В 2021 году WAFF объявила о проведении второго чемпионата с целью сделать его ежегодным.

## Турниры
| Розыгрыш | Год         | Место проведения  |         | Финал          | Финал     | Финал     |      | Матч за 3-е место | Матч за 3-е место | Матч за 3-е место |  | Кол-во участников |
| Розыгрыш | Год         | Место проведения  | Чемпион | Счёт           | 2-е место | 3-е место | Счёт | 4-е место         |                   |                   |  | Кол-во участников |
| 1        | 2013 Детали | Иран              | Иран    | 3:3 (1:0 пен.) | Оман      | Палестина | 4:3  | Бахрейн           | 7                 |                   |  |                   |
| 2        | 2022 Детали | Саудовская Аравия | ОАЭ     | 3:2            | Оман      | Бахрейн   | 5:2  | Палестина         | 7                 |                   |  |                   |